# Expressen

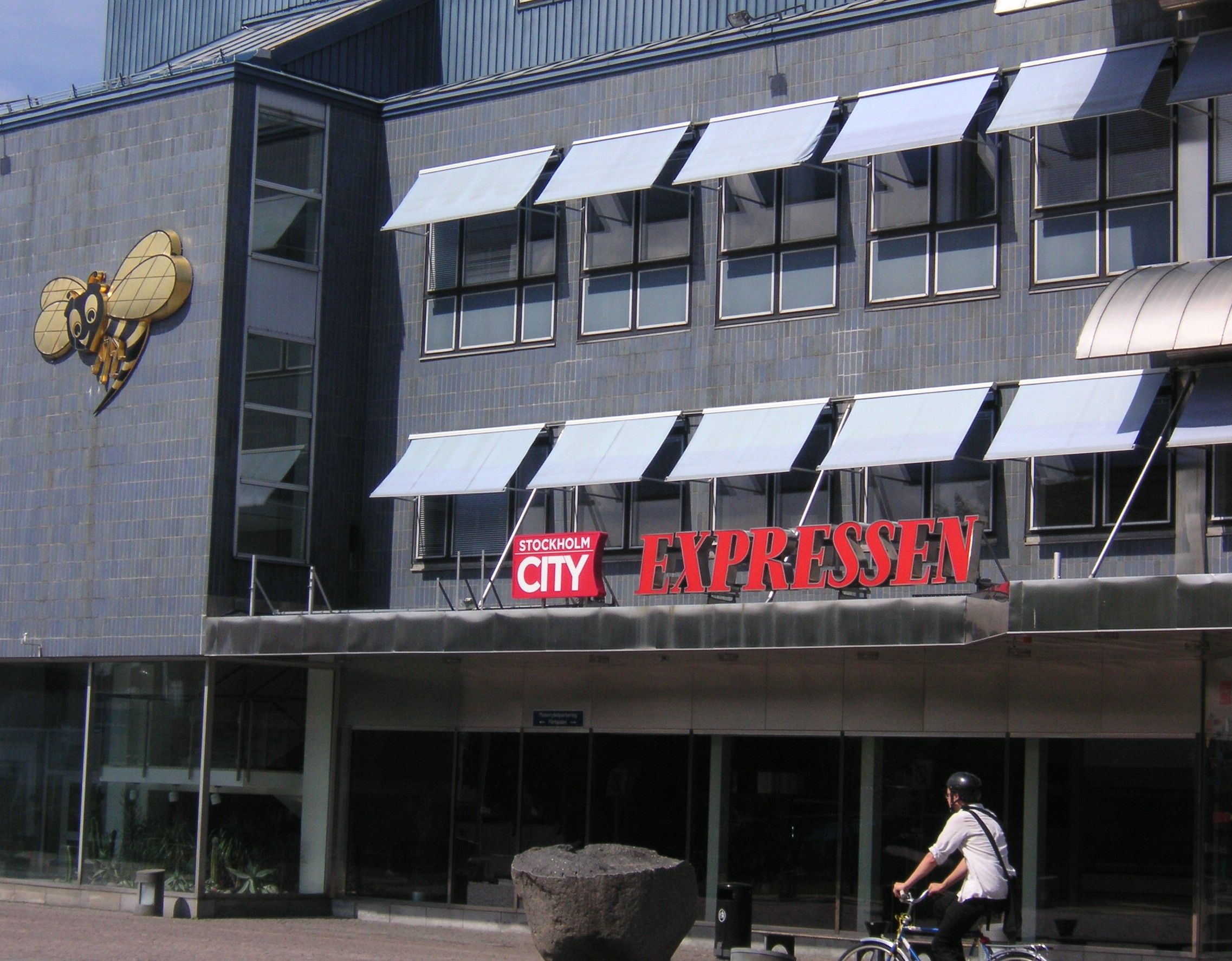
Sede do Expressen em Estocolmo

Expressen é um dos jornais nacionais vespertinos suecos, publicado na forma de tabloide e com sede da redação em Estocolmo. O jornal é ainda publicado em duas edições regionais: GT (de Göteborgs-Tidningen) e  Kvällsposten, com redações em Gotemburgo e Malmö. Na média 303.800 exemplares circularam diariamente em 2008.
Fundado em 1944, como concorrente liberal ao Aftonbladet de linha pró-alemã, o diário descreve sua posição como independente e liberal, tendo a sua linha editorial de Centro-direita.

O seu símbolo é uma vespa e os slogans "it stings" (Ela ferroa) e "Expressen to your rescue" (Expressam a sua liberdade).
Em sua primeira edição, datada de 16 de novembro de 1944, o jornal fez uma entrevista com a tripulação do bombardeiro britânico que tinha afundado o navio de guerra alemão Tirpitz.
Nos últimos anos, o Expressen esteve envolvido em uma série de polêmicas e suas práticas jornalísticas foram criticadas.